# Max Josef Dietlein
Max Josef Dietlein (* 8. Januar 1931 in Köln; † 6. Februar 2013) war ein deutscher Richter, Rechtswissenschaftler und Präsident des Verfassungsgerichtshofes und des Oberverwaltungsgerichts des Landes Nordrhein-Westfalen.

## Leben
Max Josef Dietlein entstammte einem katholisch geprägten Elternhaus. Sein Vater Max Dietlein war von 1924 bis 1963 Chefarzt des Krankenhauses der Augustinerinnen in Köln. Seine Mutter Hedwig Dietlein geborene Rust engagierte sich im Kölner katholischen Frauenbund, deren Ehrenvorsitzende sie später wurde, und gehörte dem Umfeld von Helene Weber (CDU) an. Dietleins Großvater Otto Rust war der erste Generalstaatsanwalt der Generalstaatsanwaltschaft in Köln. Max Josef Dietlein studierte Rechts- und Staatswissenschaften an der Albert-Ludwigs-Universität Freiburg und der Universität zu Köln. Während des Studiums wurde er Mitglied der katholischen Studentenverbindung A. V. Rheinstein Köln im CV sowie der Studentenverbindung AV Edo-Rhenania Tokio. Im Jahre 1954 absolvierte er die erste juristische Staatsprüfung. 1958 wurde er in Köln mit der Arbeit Die Duplizität der Eheformen im germanischen, römischen, gräko-ägyptischen und indischen Recht  zum Dr. iur. utr. promoviert. 1959 absolvierte er die zweite juristische Staatsprüfung in Düsseldorf.
1959 trat er in die Verwaltungsgerichtsbarkeit in Rheinland-Pfalz ein, zunächst als wissenschaftlicher Mitarbeiter beim Verwaltungsgericht Trier und später als Richter am Verwaltungsgericht Koblenz. Im Jahre 1966 wurde er Oberverwaltungsgerichtsrat beim Oberverwaltungsgericht Koblenz. 1968 trat er als Ministerialrat in das Bundesministerium der Justiz ein und leitete ab 1971 als Ministerialdirigent die Unterabteilung „Bürgerliches Recht“, ab 1976 als stellvertretender Leiter die Abteilung Zivilrecht. Hierbei trat Dietlein als Leiter der Kommission zur Erarbeitung des Gesetzes zur Regelung der Allgemeinen Geschäftsbedingungen (AGB-Gesetz) in Erscheinung, das am 9. Dezember 1976 vom Deutschen Bundestag beschlossen und heute Bestandteil des Bürgerlichen Gesetzbuches ist. Der erste Buchkommentar zum AGB-Gesetz wurde von Dietlein gemeinsam mit E. Rebmann verfasst (AGB-Aktuell, 1977). 1980 wurde er Ministerialdirektor und stellvertretender Direktor des Bundesrates, in dieser Funktion zugleich Geschäftsführer des Vermittlungsausschusses von Bundestag und Bundesrat.
Von 1987 bis zu seiner Pensionierung war Dietlein Präsident des Verfassungsgerichtshofes für das Land Nordrhein-Westfalen (VerfGH) und des Oberverwaltungsgerichts für das Land Nordrhein-Westfalen (OVG) Münster, zudem Vorsitzender des 5. Senats des OVG Münster.
Max Josef Dietlein war seit 1968 Lehrbeauftragter für öffentliches Recht an der Kölner Universität; 1989 wurde er zum Honorarprofessor an der Rechtswissenschaftlichen Fakultät der Universität zu Köln ernannt. Er hat zahlreiche wissenschaftliche Aufsätze publiziert, insbesondere zu Themen des Zivil-, Verwaltungs- und Verfassungsrechts.
Dietlein starb 2013 im Alter von 82 Jahren. Seine Grabstätte befindet sich auf dem Kölner Melaten-Friedhof.
Dietlein war verheiratet und Vater der als Professoren an den Universitäten Köln und Düsseldorf tätigen Markus Dietlein, Johannes Dietlein und Thomas Dietlein.

## Ehrungen und Auszeichnungen
- 1989 – Großes Bundesverdienstkreuz des Verdienstordens der Bundesrepublik Deutschland
- 1994 – Großes Bundesverdienstkreuz mit Stern des Verdienstordens der Bundesrepublik Deutschland